# Club Esportiu Noia
Il Club Esportiu Noia, meglio noto come CE Noia o Noia, è un club di hockey su pista avente sede a Sant Sadurní d'Anoia. I suoi colori sociali sono il rosso e il nero.
Nella sua storia ha vinto in ambito nazionale un campionato nazionale e due Coppe del Re; in ambito internazionale vanta un'Eurolega, una Coppa delle Coppe, due Coppe CERS/WSE e due Coppe Continentali.
La squadra disputa le proprie gare interne presso il Pavelló Olímpic de l'Ateneu Agrícola, a Sant Sadurní d'Anoia.

## Cronistoria
| Cronistoria del Club Esportiu Noia |
| --- |
| - 1951 · Fondazione del Club Esportiu Noia. - 1952 · 2ª divisione Catalunya. - 1953 · 2ª divisione Catalunya. - 1954 · 2ª divisione Catalunya. Promosso in 1ª div. Catalunya. - 1955 · 4º in 1ª divisione Catalunya. Fase a gironi di Coppa del Generalissimo. - 1956 · 7º in 1ª divisione Catalunya. - 1957 · 6º in 1ª divisione Catalunya. - 1958 · 9º in 1ª divisione Catalunya. - 1959 · 13º in 1ª divisione Catalunya. - 1960 · 6º in 1ª divisione Catalunya. - 1961 · 10º in 1ª divisione Catalunya. - 1962 · 5º in 1ª divisione Catalunya. - 1963 · 8º in 1ª divisione Catalunya. - 1964 · 9º in 1ª divisione Catalunya. - 1965 · 9º in 1ª divisione Catalunya. Ottavi di finale di Coppa del Generalissimo. - 1966 · 11º in 1ª divisione Catalunya. - 1967 · 4º in 1ª divisione Catalunya. Semifinale di Coppa del Generalissimo. - 1968 · 7º in 1ª divisione Catalunya. Quarti di finale di Coppa del Generalissimo. - 1969 · 5º in 1ª divisione Catalunya. Semifinale di Coppa del Generalissimo. - 1969 · Ammesso alla División de Honor. - 1969-1970 · 2º in División de Honor. Semifinale di Coppa del Generalissimo. - 1970-1971 · 2º in División de Honor. Finale di Coppa del Generalissimo. - 1971-1972 · 3º in División de Honor. Primo turno di Coppa dei Campioni. - 1972-1973 · 8º in División de Honor. Ottavi di finale di Coppa del Generalissimo. - 1973-1974 · 8º in División de Honor. Ottavi di finale di Coppa del Generalissimo. - 1974-1975 · 8º in División de Honor. Ottavi di finale di Coppa del Generalissimo. - 1975-1976 · 9º in División de Honor. Ottavi di finale di Coppa del Generalissimo. - 1976-1977 · 8º in División de Honor. Semifinale di Coppa del Re. - 1977-1978 · 5º in División de Honor. Quarti di finale di Coppa del Re. - 1978-1979 · 10º in División de Honor. Ottavi di finale di Coppa del Re. - 1979-1980 · 5º in División de Honor. Semifinale di Coppa del Re. - 1980-1981 · 2º in División de Honor. Semifinale di Coppa del Re. Quarti di finale di Coppa CERS. - 1981-1982 · 9º in División de Honor. Quarti di finale di Coppa del Re. Semifinale di Coppa dei Campioni. - 1982-1983 · 4º in División de Honor. Quarti di finale di Coppa del Re. - 1983-1984 · 8º in División de Honor. Ottavi di finale di Coppa del Re. Primo turno di Coppa CERS. - 1984-1985 · 3º in División de Honor. Semifinale di Coppa del Re. - 1985-1986 · 3º in División de Honor. Primo turno di Coppa del Re. Semifinale di Coppa delle Coppe. - 1986-1987 · 3º in División de Honor. Semifinale di Coppa del Re. Finale di Coppa CERS. - 1987-1988 · Campione di Spagna (1º titolo). Finale di Coppa del Re. Vince la Coppa delle Coppe (1º titolo). - 1988-1989 · 1º girone A 1ª fase, 5º girone titolo in División de Honor. ? in Coppa del Re. Vince la Coppa dei Campioni (1º titolo). Finale di Supercoppa d'Europa. - 1989-1990 · 3º girone A 1ª fase, 4º girone titolo in División de Honor. Semifinale di Coppa del Re. Finale di Coppa dei Campioni. Vince la Supercoppa d'Europa (1º titolo). - 1990-1991 · 3º girone A 1ª fase, 6º girone titolo in División de Honor. Semifinale di Coppa del Re. Quarti di finale di Coppa CERS. - 1991-1992 · 7º girone A 1ª fase, 4º girone retroces. in Div. de Honor. Primo turno di Coppa del Re. - 1992-1993 · 9º in División de Honor. Ottavi di finale di Coppa del Re. - 1993-1994 · 11º in División de Honor. Retrocesso in Primera Div.. Secondo turno di Coppa del Re. - 1994-1995 · Primera División. Promosso in Div. de Honor. - 1995-1996 · 5º girone A 1ª fase, 4º girone retroces. in Div. de Honor. Quarti di finale di Coppa del Re. - 1996-1997 · 3º girone B 1ª fase, 5º girone titolo in División de Honor. Primo turno di Coppa del Re. - 1997-1998 · 6º in División de Honor. Vince la Coppa del Re (1º titolo). Vince la Coppa CERS (1º titolo). - 1998-1999 · 6º in División de Honor. Semifinale di Coppa del Re. Ottavi di finale di Champions League. Finale di Coppa Continentale. - 1999-2000 · 5º in División de Honor. Quarti di finale di Coppa CERS. - 2000-2001 · 3º in División de Honor, quarti di finale dei play-off. Semifinale di Coppa del Re. Finale di Coppa CERS. - 2001-2002 · 4º in División de Honor, quarti di finale dei play-off. Quarti di finale di Coppa del Re. Semifinale di Coppa CERS. - 2002-2003 · 11º in OK Liga, finale dei play-off. Semifinale di Coppa CERS. - 2003-2004 · 4º in OK Liga, quarti di finale dei play-off. Quarti di finale di Coppa del Re. Ottavi di finale di Champions League. - 2004-2005 · 4º in OK Liga, semifinale dei play-off. Quarti di finale di Coppa del Re. Semifinale di Coppa CERS. - 2005-2006 · 7º in OK Liga, quarti di finale dei play-off. Semifinale di Champions League. - 2006-2007 · 6º in OK Liga, semifinale dei play-off. Semifinale di Coppa del Re. - 2007-2008 · 5º in OK Liga, semifinale dei play-off. Vince la Coppa del Re (2º titolo). Fase a gironi di Eurolega. - 2008-2009 · 5º in OK Liga, quarti di finale dei play-off. Quarti di finale di Coppa del Re. Finale di Supercoppa di Spagna. Quarti di finale di Eurolega. - 2009-2010 · 7º in OK Liga. Quarti di finale di Coppa del Re. Semifinale di Eurolega. - 2010-2011 · 4º in OK Liga. Quarti di finale di Coppa del Re. Quarti di finale di Eurolega. - 2011-2012 · 3º in OK Liga. Finale di Coppa del Re. Fase a gironi di Eurolega. - 2012-2013 · 6º in OK Liga. Finale di Supercoppa di Spagna. Quarti di finale di Eurolega. - 2013-2014 · 6º in OK Liga. Vince la Coppa CERS (2º titolo). - 2014-2015 · 13º in OK Liga. Primo turno di Coppa CERS. Vince la Coppa Continentale (2º titolo). - 2015-2016 · 9º in OK Liga. Semifinale di Coppa del Re. - 2016-2017 · 8º in OK Liga. Primo turno di Coppa CERS. - 2017-2018 · 4º in OK Liga. Quarti di finale di Coppa del Re. Ottavi di finale di Coppa CERS. - 2018-2019 · 4º in OK Liga. Quarti di finale di Coppa del Re. Semifinale di Supercoppa di Spagna. Quarti di finale di Eurolega. - 2019-2020 · 3º in OK Liga. Quarti di finale di Eurolega. Stagione interrotta a causa della pandemia di COVID-19. - 2020-2021 · 6º in OK Liga. Quarti di finale di Coppa del Re. Semifinale di Supercoppa di Spagna. Fase a gironi di Eurolega. - 2021-2022 · 3º in OK Liga, semifinale dei play-off. Semifinale di Coppa del Re. Semifinale di Supercoppa di Spagna. - 2022-2023 · 5º in OK Liga, semifinale dei play-off. Quarti di finale di Coppa del Re. Semifinale di Supercoppa di Spagna. Fase a gironi di Champions League. |

## Palmarès

### Competizioni nazionali
3 trofei
- Campionato spagnolo: 1

1987-1988
- Coppa del Re: 2

1998, 2008

### Competizioni internazionali
6 trofei
- CERH European League: 1

1988-1989
- Coppa delle Coppe: 1

1987-1988
- Coppa CERS/WSE: 2

1997-1998, 2013-2014
- Supercoppa d'Europa/Coppa Continentale: 2

1989-1990, 2014-2015

## Statistiche

### Partecipazioni ai campionati
| Livello | Categoria         | Partecipazioni | Debutto   | Ultima stagione | Totale |
| ------- | ----------------- | -------------- | --------- | --------------- | ------ |
| 1º      | División de Honor | 32             | 1969-1970 | 2001-2002       | 53     |
| 1º      | OK Liga           | 21             | 2002-2003 | 2022-2023       | 53     |
| 2º      | Primera División  | 1              | 1994-1995 | 1994-1995       | 1      |

### Partecipazioni alla coppe nazionali
| Competizione                         | Partecipazioni | Debutto | Ultima stagione |
| ------------------------------------ | -------------- | ------- | --------------- |
| Coppa del Generalissimo/Coppa del Re | 48             | 1955    | 2023            |
| Supercoppa di Spagna                 | 6              | 2008    | 2022            |

### Partecipazioni alla coppe internazionali
| Competizione                                 | Partecipazioni | Debutto   | Ultima stagione |
| -------------------------------------------- | -------------- | --------- | --------------- |
| Coppa dei Campioni/Champions League/Eurolega | 17             | 1971-1972 | 2022-2023       |
| Coppa CERS/WSE                               | 14             | 1980-1981 | 2017-2018       |
| Supercoppa d'Europa/Coppa Continentale       | 4              | 1988-1989 | 2014-2015       |
| Coppa delle Coppe                            | 2              | 1985-1986 | 1987-1988       |

## Organico 2021-2022

### Giocatori
| N° | Naz.              | Ruolo | Sportivo              |  |  |  |
| -- | ----------------- | ----- | --------------------- |  |  |  |
| 4  | Spagna (bandiera) | E     | Aleix Esteller Pla    |  |  |  |
| 6  | Spagna (bandiera) | E     | Xavi Costa Ferré      |  |  |  |
| 8  | Spagna (bandiera) | E     | Toni Salvadó Marlès   |  |  |  |
| 9  | Spagna (bandiera) | E     | Jordi Bargalló        |  |  |  |
| 14 | Spagna (bandiera) | E     | Eloi Mitjans Cols     |  |  |  |
| 20 | Spagna (bandiera) | P     | Blai Roca Subirana    |  |  |  |
| 29 | Spagna (bandiera) | E     | Roc Pujadas Colomer   |  |  |  |
| 44 | Spagna (bandiera) | E     | Àlex Joseph De Rueda  |  |  |  |
| 72 | Spagna (bandiera) | E     | Adrià Ballart Luján   |  |  |  |
| 77 | Spagna (bandiera) | P     | Xus Fernández Andrino |  |  |  |

### Staff tecnico
- 1º Allenatore:  Pere Varias Fernández
- 2º Allenatore:  Antoni Tadeo